# Janneke de Bijl
Janneke de Bijl ('s-Hertogenbosch, 18 februari 1982) is een Nederlandse cabaretier.

## Biografie
De Bijl heeft filosofie gestudeerd in Groningen. 'Daar bekeken we de functie van taal, tijd, liefde maar ook het leven. Je kan die thema’s van zoveel kanten bekijken dat ik de conclusie trok: uiteindelijk heeft niets zin. Dat klinkt depressief maar voelde ook als opluchting. Ik kan doen waar ik zelf gelukkig van word,' vertelde ze daarover in 2018. De zoektocht naar waar ze dan gelukkig van werd was aanvankelijk een moeilijke; ze werd afgewezen voor de toneelschool en een optreden in Amsterdams café Toomler was ook geen succes. Toch begon ze na haar studie een theateropleiding bij Studio Selma Susanna in Amsterdam, waar ze in 2012 cum laude afstudeerde. Toen ze in 2011 meedeed aan het Rotterdamse cabaretfestival Cameretten haalde ze de halve finale.
Daarna richtte De Bijl zich op lid worden van het Amsterdamse stand-up comedyplatform Comedytrain. Dit lukte in 2016 en ze deed er veel podiumervaring op. Het eerste jaar was zwaar omdat ze moeite had een programma te vullen, maar collega's zagen haar talent en zeiden dat ze originele onderwerpen had.
In 2017 won De Bijl bij Cameretten zowel de juryprijs als de publieksprijs. De Volkskrant riep haar vervolgens uit tot comedytalent van 2019.
In 2018 schreef De Bijl een serie miniatuurtjes op de achterpagina van de tweewekelijkse opiniekrant Argus, die in 2019 werden gebundeld in Pogingen tot zomer, volgens haar een bundel vol 'grijsgallige' observaties: positiever dan zwartgallig. Daarna ging zij op tour met haar voorstelling Zonder zin kan het ook. Deze werd zondagavond 15 augustus 2021 integraal uitgezonden bij BNNVARA op NPO3. In het najaar van 2021 ging haar tweede avondvullende cabaretvoorstelling Dit is het nou in première. Vanaf einde 2022 toerde ze door het land met haar derde voorstelling Doet u ook mensen? In juli 2023 verscheen haar tragikomische debuutroman Als, dan. Sinds 2000 maakt De Bijl met Jasper Dijkema de podcast Sketches & Gelul, waarin zij in absurde dialogen hun levens naast elkaar leggen. De Bijl is regelmatig als 'druktemaker' te horen bij De Nieuws BV op NPO Radio 1 te horen. 

## Voorstellingen
- Web (2017)[3]
- Zonder zin kan het ook (2019)[4]
- Dit is het nou (2021)
- Doet u ook mensen (2024)

## Boek
- Pogingen tot zomer (2019)[4]
- Als, dan (2023)